# Both Sides Now
Both Sides Now — пісня Джоні Мітчелл, випущена 1968 року.
Ця пісня потрапила до списку 500 найкращих пісень усіх часів за версією журналу Rolling Stone.